# Ivan Pernar

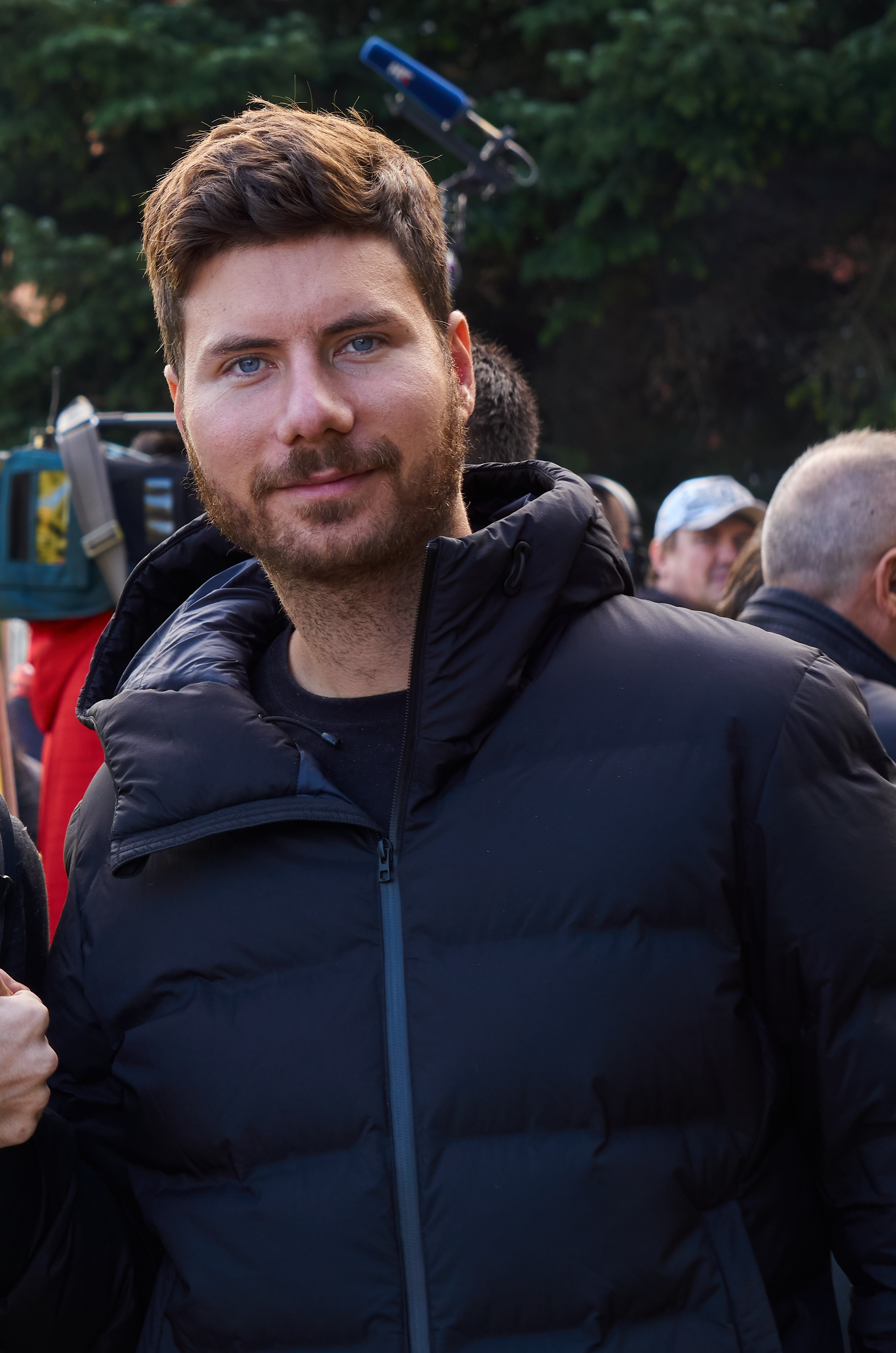
Ivan Pernar

Ivan Pernar (ur. 14 października 1985 w Zagrzebiu) – chorwacki polityk, założyciel Żywego Muru, działacz i były poseł IX kadencji Zgromadzenia Chorwackiego.

## Aktywizm polityczny
Za prezydentury Iva Sanadera Pernar był członkiem Chorwackiej Wspólnoty Demokratycznej, ale wkrótce opuścił ją rozczarowany jej polityką. W lutym 2011 r. przewodził antyrządowym protestom przed siedzibą chorwackiego rządu w celu dymisji premier Jadranki Kosor. Demonstracje szybko stały się powszechne, a Pernar był kilkakrotnie aresztowany za zakłócanie porządku publicznego. Pomimo doskonałego odnalezienia się w roli inicjatora protestów, popadł on w konflikt z częścią protestujących w Osijeku, której nie podobało się to, że nawoływał on do spalenia flagi HDZ.
Po zakończeniu protestów w czerwcu 2011 roku założył libertariańską partię polityczną Sojusz dla Zmian (hr. Savez za promjene), która to wkrótce zmieniła nazwę na Żywy Mur. W tamtym czasie organizacja ta zajmowała się głównie próbami blokowania eksmisji. Także i Pernar wraz z innymi jej członkami uczestniczył w akcji biernego oporu wobec eksmisji, za co wielokrotnie go aresztowano.

## Działalność w Chorwackim Zgromadzeniu Narodowym
W chorwackich wyborach parlamentarnych we wrześniu 2016 roku Pernar zdobył 15,66% głosów za (w systemie ordynacji preferencyjnej) w swoim okręgu wyborczym, dzięki czemu dostał mandat w chorwackim parlamencie. Po miesiącu został ogłoszony najaktywniejszym posłem wspomnianej kadencji Saboru. 29 listopada 2016 r. przewodniczący partii politycznej Alfabet Demokracji (hr. Abeceda Demokracije) Stjepan Vujanić poinformował, że Pernar podpisał deklarację przystąpienia do jego partii. Pernar tłumaczył takie posunięcie sprzeciwem spowodowanym odrzuceniem jego wniosku o rejestrację jego nowej partii politycznej Jedina opcija przez Ministerstwo Administracji Republiki Chorwacji. Wkrótce stał się znany ze swojego prowokacyjnego zachowania w parlamencie np. podczas jednej sesji został skrytykowany przez przewodniczącego parlamentu za jedzenie pizzy. Znany jest z krytykowania partii rządzącej, Chorwackiej Wspólnoty Demokratycznej, za to, że jak stwierdził, nie przeprowadzała niezbędnych reform, doprowadziła Republikę Chorwacji do ruiny, spowodowała emigrację wielu obywateli. Po prezentacji premiera Andreja Plenkovića, w której porównał Żywy Mur do trzech małych myszy, Pernar porównał go do Króla Szczurów z filmu Krsto Papicia Odkupiciel (hr. Izbavitelj), za co otrzymał ostrzeżenie od Gordana Jandrokovicia.
Po wyborach do Parlamentu Europejskiego w 2019 r., w których Żywy Mur uzyskał jeden mandat, doszło do rozłamu w partii, w wyniku którego Pernar opuścił jej szeregi. Od tego czasu stara się realizować swoje cele polityczne w nowo powstałej Partii Ivana Pernara (SIP). W 2019 roku wystartował w wyborach prezydenckich, jednak nie przeszedł do drugiej tury.

## Poglądy polityczne

### Polityka zagraniczna
Pernar znany jest ze swoich radykalnych antyzachodnich i antyamerykańskich poglądów. W wywiadzie dla rosyjskiej agencji informacyjnej Sputnik News porównał sojusz NATO do hitlerowskiej III Rzeszy, wyrażając jednocześnie podziw dla Federacji Rosyjskiej. Powiedział o Rosji: „Bez Rosji nikt nie mógłby przeciwstawić się Stanom Zjednoczonym, a oni mogliby bombardować i niszczyć każdy kraj, który nie służy ich interesom”. W innym wywiadzie powiedział: „W interesie Stanów Zjednoczonych nie jest rozwiązywanie kryzysów na świecie. Aby to osiągnąć, czasami używają szaleńców, takich jak Slobodan Milošević, który był totalnym szaleńcem oderwanym od rzeczywistości, a czasem używają albańskich terrorystów”. W jednym z wywiadów skomentował działalność Unii Europejskiej, mówiąc, że „nie jest to demokracja, ale jest rządzona przez kartele bankowe i biurokratów”. Powiedział, że jego partia stworzy koalicję z innymi partiami tylko wtedy, gdy będą one skłonne wyprowadzić Chorwację z UE. W programie telewizyjnym Pernar powiedział, że państwo Izrael powstało w wyniku czystek etnicznych na Palestyńczykach i skrytykował Stany Zjednoczone za to, że nie pomagają Palestyńczykom. Pernar scharakteryzował także operację wojskową Oluja jako czystkę etniczną ludności serbskiej, za co obwinił ówczesnych przywódców tzw. Krajiny.

### Wolnomularstwo
Pernar wyraził krytyczny stosunek do masonów, z którymi, jak twierdził, nawiązał kontakt podczas wizyty w Czechach. Powiedział, że zaoferowali mu, że go wspomogą, jeżeli pójdzie z nimi na współpracę. Dodał, że dzierżą oni w swoich rękach media i sami decydują, komu przypadnie władza. Powiedział również, że ostrzegli go, aby nie kwestionował procesu kreacji pieniądza. Twierdził, że odrzucił tę propozycję, ponieważ chciał iść własną drogą i zalecił słuchaczom, aby Jezus tak jak dla niego był dla nich wzorem do naśladowania. W przypadku masonów 33 stopnia stwierdził, że literatura masońska mówi, że mogą komunikować się z diabłem i zarzucił niektórym członkom parlamentu, że nie są lojalni wobec państwa, ale wobec tajnych stowarzyszeń.

### Legalizacja marihuany
Pernar opowiadał się za legalizacją marihuany w Chorwacji, ponieważ stwierdził, że wtedy ludzie staliby się szczęśliwsi, a rolnictwo by rozkwitło.

### Pelješki most
Pernar uważa, że Chorwacja powinna „pozostać powściągliwa” w kwestii budowy Pelješkiego mostu, twierdząc, że „to szaleństwo wyrzucać 2 miliardy euro na taki projekt”. Według Pernara most budowany jest tylko po to, aby sprowokować Bośnię i Hercegowinę.

### Stosunek do szczepień
9 stycznia 2017 r. Pernar opublikował post na Facebooku, w którym twierdził, że lobby farmaceutyczne wytwarza trujące szczepionki, które „oznaczają ludzi jako bydło”. W poście tym zachęcał swoich zwolenników do zastanowienia się, dlaczego „ukłucia małymi igłami pozostawiają tak duże blizny na skórze”, podczas gdy zaszczepione dzieci chorują na autyzm. Niektóre chorwackie media zareagowały na te tezy negatywnie, krytykując Pernara i twierdząc, że głosi teorie spiskowe. Ponadto niektórzy pediatrzy i chorwacki Rzecznik Praw Dziecka wyrazili oburzenie z powodu publikacji wspomnianego wyżej postu na Facebooku. Chorwacki Rzecznik Praw Dziecka stwierdził, że post Pernara „wzywa do naruszenia praw dzieci wynikających z Konwencji o prawach dziecka, czyli art. 24, który gwarantuje każdemu dziecku prawo do korzystania z możliwie najwyższego poziomu zdrowia”.

### Krytyka Chorwackiej Akademii Nauki i Sztuki
14 grudnia 2016 roku Pernar skrytykował naukowców z Chorwackiej Akademii Nauki i Sztuki słowami: Jakie korzyści czerpiemy z waszej nauki? To pseudonauka, przypomina naukę, ale nią nie jest, gdyż nie zajmuje się istotnymi tematami. Jesteście dekoracyjnym urzędem, kulturowymi modelami i quasi-intelektualistami, ponieważ prawdziwi intelektualiści powiedzieli by prawdę o tematach istotnych dla naszego społeczeństwa, a nie tylko zajmowali się sprawami, które nie mają konkretnego zastosowania i z których społeczeństwo nie ma żadnej korzyści.

## Kontrowersje
W listopadzie 2016 roku Pernar był gościem w talk show HRT „Nedjelja u 2", ale po zaledwie 15 minutach demonstracyjnie opuścił program, oskarżając gospodarza Aleksandara Stankovića o to, że nie pozwolił mu „powiedzieć prawdy” o konflikcie izraelsko-palestyńskim. Krótko po odejściu Pernar zaatakował słownie gospodarza programu, grożąc mu, że go zwolni, gdy jego partia dojdzie do władzy. Stanković odpowiedział na to pozwem, który uzasadnił następująco: „Pozywam Ivana Pernara, ponieważ systematycznie obraża mnie publicznie (Facebook, wywiady), twierdząc, że jestem idiotą, wybrykiem moralnym i śmieciem w służbie reżimu. Oprócz tego, że te wypowiedzi są obrażające to podżega nimi przeciwko mnie ludzi podobnie myślących, którzy mi grożą.”. Komisja Mandatu i Immunitetu zdecydowała wówczas, że nie uchyli immunitetu parlamentarnego Pernarowi, krytykując jednocześnie jego zachowanie. Po odebraniu immunitetu Pernarowi w grudniu 2016 r. Stanković wygrał proces.
Równolegle przed Komisją Mandatu i Immunitetu toczyło się postępowanie przeciwko Pernarowi za grafiti w dzielnicy Sesvete. W rezultacie 8 grudnia 2016 r. parlamentarna Komisja Mandatu i Immunitetu uchyliła mu immunitet parlamentarny. Na tę decyzję Komisji Pernar zareagował oskarżeniem o „sfałszowany proces”, za który obwiniał HDZ, i porównał się do Jezusa Chrystusa.
Pod koniec grudnia 2016 roku Pernar skomentował atak terrorystyczny na berlińskich targach bożonarodzeniowych, zastanawiając się, czy rzeczywiście do ataku doszło i powołując się na twierdzenia opublikowane na portalu internetowym islamistycznych ekstremistów. Powiedział, że „Jedną z najdziwniejszych rzeczy jest to, że nikt nigdzie nie widział rannych, ani nigdzie nie opublikowano nazwiska jakiejkolwiek ofiary”. Po tym jak chorwackie i regionalne media negatywnie odniosły się do oświadczenia Pernara, wydał on ponowne oświadczenie. Stwierdził w nim, że celowo opublikował nieprawdziwe informacje, aby ostrzec o niesprawiedliwym traktowaniu przez media Tomislava Karamarka w sprawie arbitrażowej INA-MOL. Miało to na celu zwrócenie uwagi na cenzurę prowadzoną przez niektóre krajowe media nad Pernarem (HRT, Jutarnji List).

## Książki
Jest autorem dwóch książek o polityce monetarnej, w których to wyjaśnia koncept „pieniądza jako długu” oraz przyczyny kryzysu gospodarczego w Chorwacji i na świecie.
- Kako je nastao novac (2012)[36]
- Mehanika novca (2014)[37]

## Życie osobiste
Pernar ukończył X Liceum w Zagrzebiu (hr. X Gimnazija u Zagrebu), a następnie rozpoczął studia na Politechnice Medycznej w Zagrzebiu (hr. Zdravstveno veleučilište u Zagrebu). Uzyskał na niej tytuł naukowy starszego technika medycznego. Ivan Pernar jest daleko spokrewniony z Ivanem Pernarem, chorwackim politykiem o tym samym nazwisku i członkiem HSS, który został ranny w zamachu w 1928 roku w Zgromadzeniu Narodowym Królestwa Serbów, Chorwatów i Słoweńców. Ma dwóch nieślubnych synów: Matisa Ivana Alexisa z Niemką Frederiką i Noa z Chorwatką Viktorią Migalić. W styczniu 2017 roku Pernar ogłosił, że „nie jest katolikiem” i że „wypisał się” z Kościoła Katolickiego, który nazwał przedłużonym ramieniem Chorwackiej Wspólnoty Demokratycznej.